# Cojedes
Statul Cojedes (spaniolă Estado Cojedes), AFI: [esˈtaðo koˈxeðes]) este unul dintre cele 23 de state (spaniolă estados) din care este formată Venezuela.  
Statul Cojedes are o suprafață de aproximativ 14.800 km², o populație estimată la 300.300 în 2007 și se află în regiune de câmpie.
Limitele geografice ale statului Cojedes :
- la nord: statele Carabobo, Yaracuy și Lara
- la sud: statul Guárico
- la est: statul Barinas
- la vest: statele Portuguesa și Lara

Principalele râuri care străbat regiunea
- Râul Cojedes, afluentul râurilor Portuguesa și Pao
- Râul San Carlos
- Râul Tirgua
- Râul Tinaco.

## Subdiviziuni administrative ale statului

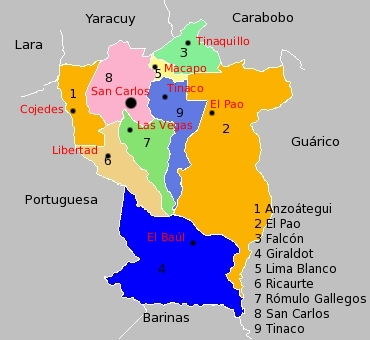

Statul este compus din 9 județe (municipios) și 15 districte administrative.
| Județ                    | Reședință         | Parohii civile                                            |
| ------------------------ | ----------------- | --------------------------------------------------------- |
| Anzoátegui               | Ciudad de Cojedes | Cojedes , Juan de Mata Suárez.                            |
| Pao de San Juan Bautista | El Pao            | El Pao.                                                   |
| Tinaquillo               | Tinaquillo        | Tinaquillo .                                              |
| Girardot                 | El Baúl           | El Baúl, Sucre.                                           |
| Lima Blanco              | Macapo            | Macapo, La Aguadita.                                      |
| Ricaurte                 | Libertad          | Libertad de Cojedes, El Amparo .                          |
| Rómulo Gallegos          | Las Vegas         | Rómulo Gallegos.                                          |
| San Carlos               | San Carlos        | San Carlos de Austria, Juan Angel Bravo, Manuel Manrique. |
| Tinaco                   | Tinaco            | General en Jefe José L. Silva                             |